# Eumaeus toxea
Eumaeus toxea är en fjärilsart som beskrevs av Gray 1832. Eumaeus toxea ingår i släktet Eumaeus och familjen juvelvingar. Inga underarter finns listade i Catalogue of Life.

## Bildgalleri

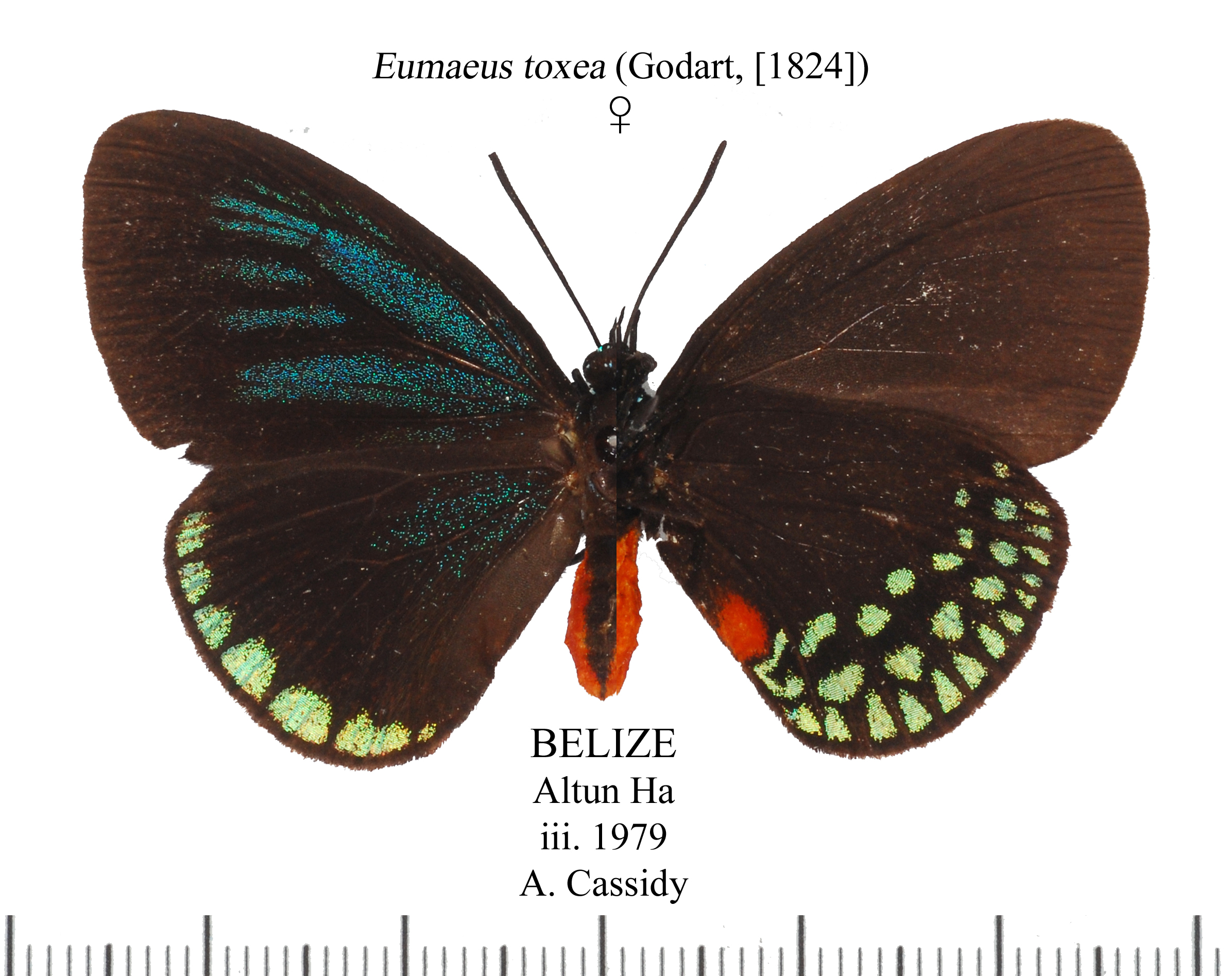